# Zaroślak żółtobrzuchy
Zaroślak żółtobrzuchy (Atlapetes pileatus) – gatunek małego ptaka z rodziny pasówek (Passerellidae). Endemit Meksyku. Jest uznawany za gatunek najmniejszej troski.

## Systematyka
Gatunek po raz pierwszy zgodnie z zasadami nazewnictwa binominalnego opisał Johann Georg Wagler, nadając mu nazwę Atlapetes pileatus. Opis ukazał się w 1831 roku w czasopiśmie „Isis von Oken”. Jako miejsce typowe autor wskazał Meksyk. IOC wyróżnia dwa podgatunki:
- A. p. dilutus Ridgway, 1898
- A. p. pileatus Wagler, 1831[10].

### Etymologia
- Atlapetes: połączenie słowa Atlas z gr. πετης petēs – „lotnik”, πετομαι petomai – „latać”[11].
- pileatus: łac. pileatus – „nakryty, ograniczony”[12]

## Morfologia
Nieduży ptak ze średniej wielkości, grubym u nasady dziobem w kolorze czarniawym. Szczęka i żuchwa są lekko zakrzywione. Tęczówki w kolorze od brązowego do ciemnego czerwonobrązowego. Nogi od szaraworóżowych do brązowawych. Na głowie ruda czapeczka. Boki głowy czarniawe, kark i reszta głowy w odcieniach ciemnoszarego. Pierś oliwkowa. Dolna część brzucha, boki i kuper blade oliwkowozielone. Ogon oliwkowozielony. Pokrywy i skrzydła ciemnoszare z lotkami o oliwkowozielonym odcieniu. Brak dymorfizmu płciowego. Młode osobniki wyglądają jak dorosłe, ale nie mają rudego zabarwienia czapeczki, mają bledsze skrzydła i jaśniejsze dolne partie ciała. Podgatunek A. p. dilutus ma jaśniejsze ubarwienie i jest nieco większy od A. p. pileatus. Długość ciała z ogonem 14,5–16,5 cm; masa ciała 21,5–27,5 g.

## Zasięg występowania
Zaroślak żółtobrzuchy występuje na dosyć sporym obszarze Meksyku. Jest gatunkiem osiadłym. Poszczególne podgatunki zamieszkują:
- A. p. dilutus – północną Wyżynę Meksykańską w następujących stanach: południowo-zachodnia część Chihuahua, Durango, południowo-wschodnia część Coahuila, Nuevo León, południowo-zachodnia część Tamaulipas, San Luis Potosí,
- A. p. pileatus – południową Wyżynę Meksykańską i góry od stanu Sinaloa na południe po stany Michoacán, Guanajuato, Hidalgo i Veracruz oraz w stanach Guerrero, Oaxaca i Puebla[5].

## Ekologia
Zaroślak żółtobrzuchy jest gatunkiem endemicznym. Jego głównym habitatem są zarośla i podszyt wilgotnego obszaru występowania sosny i dębu na Wyżynie Meksykańskiej. Występuje na wysokościach od 900 do 3500 m n.p.m. (BirdLife International podaje, że zazwyczaj w przedziale wysokości 1300–3400 m n.p.m.). Jest gatunkiem wszystkożernym. Zjada różne rodzaje owadów i nasion. Żeruje na ziemi lub tuż nad powierzchnią. Występuje zazwyczaj w parach lub niewielkich grupach.

### Rozmnażanie
Nie ma wielu informacji o gniazdowaniu, rozmnażaniu i wychowywaniu piskląt. Sezon rozrodczy trwa od kwietnia do sierpnia. Gniazdo w postaci niewielkiej miseczki, wykonane głównie z suchej trawy; jedno zbadane gniazdo było umieszczone 0,6 m nad ziemią wśród gęstej roślinności. W lęgu 2 jaja.

## Status
W Czerwonej księdze gatunków zagrożonych IUCN zaroślak żółtobrzuchy klasyfikowany jest jako gatunek najmniejszej troski (LC – Least Concern). Jego zasięg występowania (EOO, Extent of Occurrence) według szacunków organizacji BirdLife International obejmuje 797 tys. km². W 2019 roku organizacja Partners in Flight szacowała liczebność populacji na 50 000 – 499 999 dorosłych osobników, zaś jej trend oceniała jako lekko spadkowy. Gatunek opisywany jest jako pospolity lub dość pospolity w dogodnym dla niego środowisku. BirdLife International wymienia 14 ostoi ptaków IBA, w których ten gatunek występuje, wszystkie w Meksyku, jest to m.in. Park Narodowy Iztaccíhuatl-Popocatépetl.